# José Morales Marín
José Morales Marín (Madrid, 4 de diciembre de 1934-Pamplona, 13 de diciembre de 2022) fue un sacerdote católico y profesor universitario español. Experto en Teología dogmática, el diálogo interreligioso -sobre todo con el islam-, y en la figura y el pensamiento del cardenal John Henry Newman.

## Biografía
Nacido en Madrid. Tras estudiar en el colegio Calasancio (1945-1951) de la capital de España, se licenció en Derecho en la Universidad de Madrid (1951-1956). Trasladado a Barcelona, se doctoró en Derecho en la Universidad de Barcelona, y allí comenzó su carrera docente como Profesor Ayudante de Derecho Administrativo en su Facultad de Derecho (curso académico 1957-58).
En 1958 se instaló en Roma, donde fue alumno del Colegio Romano de la Santa Cruz (1958-1961), y tras defender su tesis doctoral (1960) sobre «Los sistemas de formación de los funcionarios públicos», fue ordenado sacerdote a los veintisiete años de edad, el 13 de agosto de 1961 e incardinado en la Prelatura de la Santa Cruz y Opus Dei, de la que formaba parte desde 1955. En Roma, continuó con su formación académica, donde se licenció y doctoró en Sagrada Teología, en la Universidad Pontificia Lateranense (1958-1962). Su segunda tesis doctoral versó sobre «El elemento jurídico de la Iglesia» (1962). La Fundación Juan March le concedió una beca durante el último curso académico.
Concluida su formación académica, se trasladó a Filipinas (1964-1967), donde trabajó en diversas tareas apostólicas, siendo el primer consiliario del Opus Dei en aquel país asiático.
A finales de 1967, regresó a España y se instaló en Pamplona, ciudad en la que continuó su actividad docente y pastoral. En la capital navarra formó parte del grupo de profesores que pusieron en marcha el Instituto Teológico, germen de la facultad de Teología de la Universidad de Navarra. En el curso 1967-68 comenzó la docencia en dicho Instituto, como profesor de Cristología; y también en la facultad de Ciencias de la Información de la Universidad de Navarra, actual facultad de Comunicación como profesor de Teología. Posteriormente fue profesor Adjunto de Teología fundamental (1968-72).
Durante diez años (1972-1982) vivió en Bilbao donde se centró exclusivamente en su labor pastoral. De regreso a Pamplona, continuó su carrera docente como profesor de Teología dogmática (1984-85); primero como profesor Agregado (1986), y después como profesor Ordinario (1990) en la Facultad de Teología, donde permaneció hasta su jubilación (2005).
Fue subdirector (1986) y director (1993-1999) del Departamento de Teología Fundamental y Dogmática de la Facultad de Teología de la Universidad de Navarra; Director de la revista Excerpta e dissertationibus in Sacra Theologia (1987). Dirigió veintiséis tesis de licenciatura y dieciséis tesis doctorales en la Facultad de Teología de la Universidad de Navarra.

### Campos de investigación
Sus principales campos de su investigación se centraron en la figura y el pensamiento del cardenal John H. Newman, al que considera un pensador cristiano de gran actualidad, muchos de los temas que trató continúan despertando interés en el siglo XXI: el laicado y su papel evangelizador, la educación cristiana, el papel de la Universidad, el desarrollo dogmático, la psicología de la fe; y en la teología de las religiones y el diálogo interreligioso, especialmente con el Islam.
En Introducción a la teología (1998), se recoge de modo más sintético el pensamiento de Morales. Se presenta la vida cristiana como algo que tiene que ver con todo los cristianos, no solamente con los clérigos.
En su reflexión sobre la teología de la creación, recogida en El Misterio de la Creación (1994) Morales resalta la originalidad del cristianismo en su vivión del mundo creado amorosamente por Dios cuya acción creadora continúa mediante el trabajo del hombre.

## Publicaciones
- Pablo VI (1963-1978), Pamplona, Eunsa, 2015, ISBN 978-8431330606
- "Breve historia del Concilio Vaticano II", Madrid, Rialp, 2012, ISBN 978-8432142062
- "John Henry Newman, una semblanza", Pamplona, Eunsa, 2011, ISBN 978-8431327675
- "Leer y comprender la Biblia", Madrid, Rialp, 2011, ISBN 978-8432138478
- "Newman (1801-1890)", Madrid, Rialp, 2010, ISBN 978-8432137495
- "Los santos y santas de Dios", Madrid, Rialp, 2009. ISBN 978-8432137365
- "Teología de las religiones", Madrid, Rialp, 2008, ISBN 978-8432133299
- "Filosofía de la religión", Pamplona, Eunsa, 2007, ISBN 978-8431325039
- "La experiencia de Dios", Madrid, Rialp, 2007, ISBN 978-8432136504
- "Madre de la Gracia: nueve homilías en honor de Santa María", Madrid, Rialp, 2006, ISBN 84-3213581X
- "Caminos del islam, Madrid, Cristiandad, 2006. ISBN 84-70575007
- "Los musulmanes en Europa", Pamplona, Eunsa, 2005, ISBN 84-31323027
- "El hombre nuevo", Madrid, Rialp, 2005, ISBN 84-32135410
- "Fidelidad", Madrid, Rialp, 2004. ISBN 84-32134791
- "Introducción a la teología", Pamplona, Eunsa, 2004, ISBN 84-31321776
- "Jesús de Nazaret", Madrid, Rialp, 2003, ISBN 84-32134368
- "El valor distinto de las religiones", Madrid, Rialp, 2003, ISBN 84-32134651
- "El islam", Madrid, Rialp, 2001, ISBN 84-32133604
- "El espíritu del Movimiento de Oxford", con Christopher Dawson, Madrid, Rialp, 2000, ISBN 84-32133019
- "Iniciación a la teología", Madrid, Rialp, 2000, ISBN 84-3213323X
- "El misterio de la creación", Pamplona, Eunsa, 2000, ISBN 84-31318333
- "Teología de las religiones", Madrid, Rialp, 2000, ISBN 84-32133299
- "Teología, experiencia, educación: estudios newmanianos", Pamplona, Eunsa, 1999, ISBN 84-31317337
- "Introducción a la teología", Pamplona, Eunsa, 1998, ISBN 84-313-1578-4
- "Cartas y diarios: Biglietto speech", Con Víctor García Ruiz, Madrid, Rialp, 1996, ISBN 84-32131253
- "El misterio de la creación", Pamplona, Eunsa, 1994, ISBN 84-31313080
- "Newman (1801-1890)", Madrid, Rialp, 1990 ISBN 84-321-2682-9
- "Religión, hombre, historia: Estudios Newmanianos", Pamplona, Eunsa, 1989, ISBN 84-31310847
- "Discursos sobre la fe" de John Henry Newman, Madrid, Rialp, 1981, ISBN 84-32120820